# Římskokatolická farnost Dušejov
Římskokatolická farnost Dušejov je územním společenstvím římských katolíků v rámci pelhřimovského vikariátu českobudějovické diecéze.

## O farnosti

### Historie
V Dušejově existovala od 14. století plebánie, kterou spravovali premonstráti ze Želiva. V pozdější době zanikla a Dušejov byl postupně součástí několika okolních farností (Branišov, Krásná Hora, Úsobí). Roku 1785 byla v Dušejově zřízena lokálie, povýšená v roce 1857 na samostatnou farnost.
Dušejov původně patřil do Královéhradecké diecéze. Do Českobudějovické byl převeden v roce 1993.

### Současnost
Farnost je administrována ex currendo z Nového Rychnova.
| Kostel                 | Místo   | Bohoslužba             | Bohoslužba             | Poznámka     |
| ---------------------- | ------- | ---------------------- | ---------------------- | ------------ |
| Kostel sv. Bartoloměje | Dušejov | neděle                 | 9.30                   | farní kostel |
| Kaple sv. Josefa       | Mirošov | neslouží se pravidelně | neslouží se pravidelně | obecní kaple |